# 콜 포터

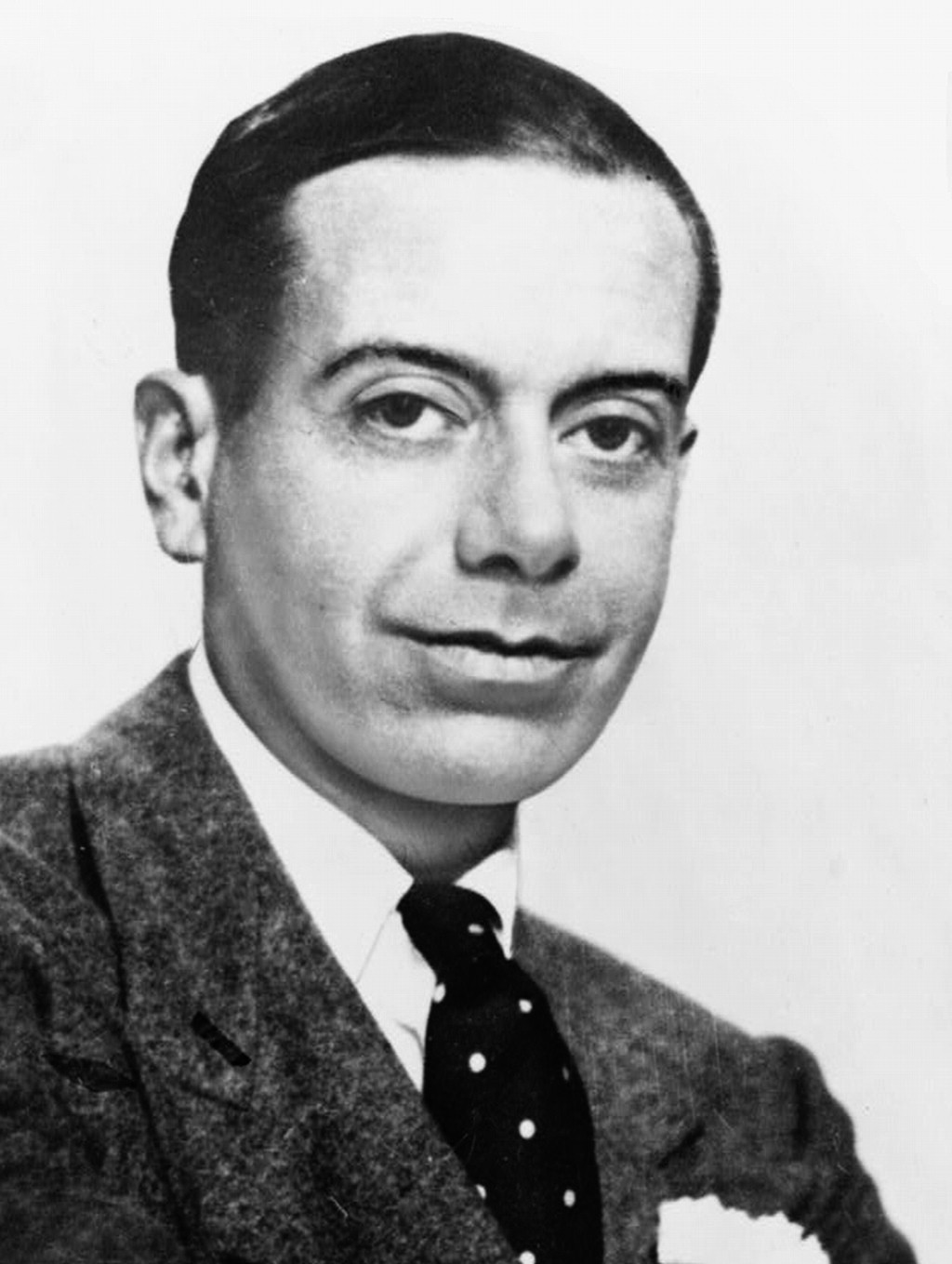
콜 포터

콜 포터(영어: Cole Albert Porter, 1891년 6월 9일 ~ 1964년 10월 15일)는 미국의 작곡가이다.
셰익스피어의 희극 《말괄량이 길들이기》를 기초로 한 뮤지컬 《Kiss Me, Kate》의 작곡과 작사를 맡아, 제1회 토니 어워드 최우수 뮤지컬상을 받도록 공헌했다. 그 밖에도 《Anything Goes》, 《Fifty Million Frenchmen》, 《DuBarry Was a Lady》 등 여러 뮤지컬의 작곡을 맡았다.
《본 투 댄스》, 《상류 사회》 등의 영화 음악 작곡에도 힘썼다.

## 상훈
- 1960년 그래미 어워드 최우수 사운드트랙 부문 수상[주 1][1]
- 1970년 작곡가 명예의 전당 헌액[2]

## 사생활
게이였지만 이성애자 여성 린다 리 토머스와 결혼을 했고, 1954년 린다가 죽을 때까지 함께 살았다.

## 주해
1. ↑  Grammy Award for Best Sound Track Album Or Recording Of Original Cast From A Motion Picture Or Television